# Iara

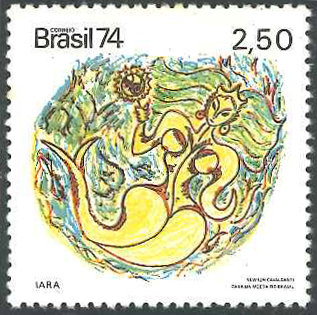
Selo brasileiro de 1974 com a representação da Iara para divulgação das Lendas Brasileiras

Iara, Uiara (do tupi y-îara, "senhora das águas") ou Mãe-d'Água é, segundo o folclore brasileiro e a mitologia tupi-guarani, uma linda sereia que vive no rio Amazonas. Sua pele é parda e ela era uma mulher de origem indígena antes de ter sido transformada em sereia.

## Lenda
Lendas são histórias contadas de geração para geração verbalmente e, comumente, sofrem variações. A cor de seus olhos e cabelos variam de acordo com cada versão da lenda.
Uma destas versões conta que Iara era a melhor guerreira de sua tribo e, por esse motivo, despertava inveja em seus irmãos. Certo dia, eles se juntam para tentar assassiná-la, mas Iara era mais habilidosa e acaba matando todos eles. Como castigo por matar seus irmãos, o pai de Iara a joga no encontro dos rios Negro e Solimões, porém, ela é resgatada pelos peixes e transformada em sereia por Jaci, a deusa-Lua. A partir de então, ela passa ser a protetora dos rios amazônicos, utilizando seu canto para seduzir pescadores e levá-los para o fundo do rio.
Outras versões afirmam que cronistas dos séculos XVI e XVII registraram que, no princípio, o personagem era masculino e chamava-se Ipupiara, homem-peixe que devorava pescadores e os levava para o fundo do rio. No século XVIII, Ipupiara vira a sedutora sereia Uiara ou Iara. Pescadores de toda parte do Brasil, de água doce ou salgada, contam histórias de moços que cederam aos encantos da bela Iara e terminaram afogados de paixão. Ela deixa sua casa no leito das águas no fim da tarde. Surge sedutora à flor das águas: metade mulher, metade peixe, cabelos longos enfeitados de flores vermelhas. Por vezes, ela assume a forma humana e sai em busca de vítimas.
Alguns folcloristas acreditam que a lenda da Iara só tenha sido criada após a chegada dos europeus no Brasil, e que a Iara tenha sido inspirada nas histórias das sereias gregas e adaptada aos elementos da cultura indígena durante a época da colonização.

## Nas mídias contemporâneas

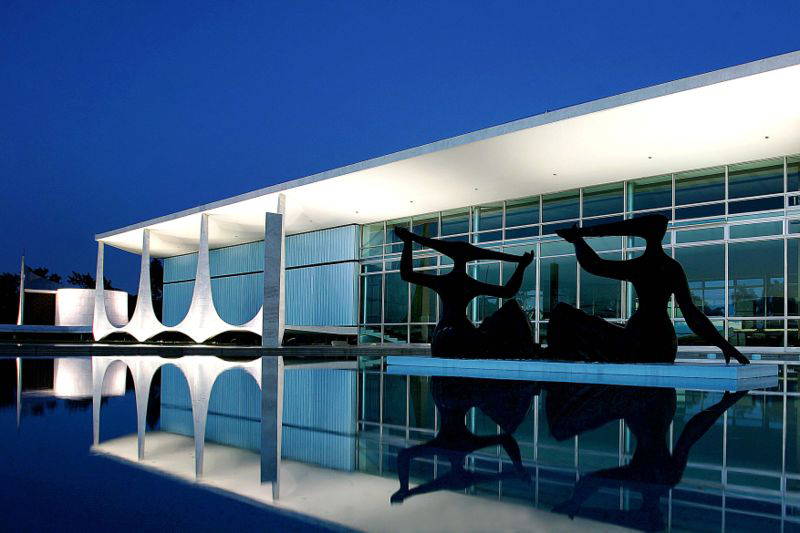
"As Iaras", escultura de bronze de Alfredo Ceschiatti, no Palácio da Alvorada, em Brasília.

Diversos escritores notáveis da literatura brasileira já escreveram sobre Iara.
O poeta Olavo Bilac compôs o poema A Iara, no qual descreve a sereia. José de Alencar incluiu no romance "O Tronco do Ipê" um conto sobre a mãe-d'água. Machado de Assis cita Iara no poema "Sabina", presente no livro Americanas.
Uiara também é uma das personagens em Macunaíma, de Mário de Andrade, onde ela aparece seduzindo o herói para o fundo do rio. Na adaptação para os cinemas, de 1969, Uiara é interpretada por Maria Lúcia Dahl.
Em 2021, a Netflix lançou uma série brasileira chamada Cidade Invisível, que conta com Jessica Córes interpretando Iara.